# Bizunesh Urgesa
Bizunesh Urgesa (* 18. Juni 1989 in Arsi Negele) ist eine äthiopische Langstreckenläuferin.
2005 wurde sie afrikanische Junioren-Vizemeisterin über 1500 m und 2008 Junioren-Vize-Weltmeisterin über 3000 m.
2009 wurde sie Sechste beim Dam tot Damloop und gewann bei ihrem Debüt auf der 42,195-km-Strecke den Istanbul-Marathon in 2:32:45 h.
2010 siegte sie beim Mumbai-Marathon.

## Persönliche Bestzeiten
- 1500 m: 4:16,06 min, 27. Mai 2007, Brazzaville
- 3000 m: 8:53,14 min, 14. Juni 2008, Rabat
- 5000 m: 15:08,26 min, 24. Mai 2008, Hengelo
- Marathon: 2:32:45 h, 18. Oktober 2009, Istanbul